# Чжуан Юн
Чжуан Юн (10 серпня 1972) — китайська плавчиня.
Олімпійська чемпіонка 1992 року, призерка 1988 року. Чемпіонка світу з водних видів спорту 1991 року.
Переможниця Пантихоокеанського чемпіонату з плавання 1989 року.
Переможниця літньої Універсіади 1991 року.